# 市南区
市南区（しなんく）は、中華人民共和国山東省青島市に位置する市轄区。

## 行政区画
下部に11街道を管轄する。
- 中山路街道、雲南路街道、江蘇路街道、湛山街道、八大峡街道、八大関街道、八大湖街道、香港中路街道、金湖路街道、金門路街道、珠海路街道

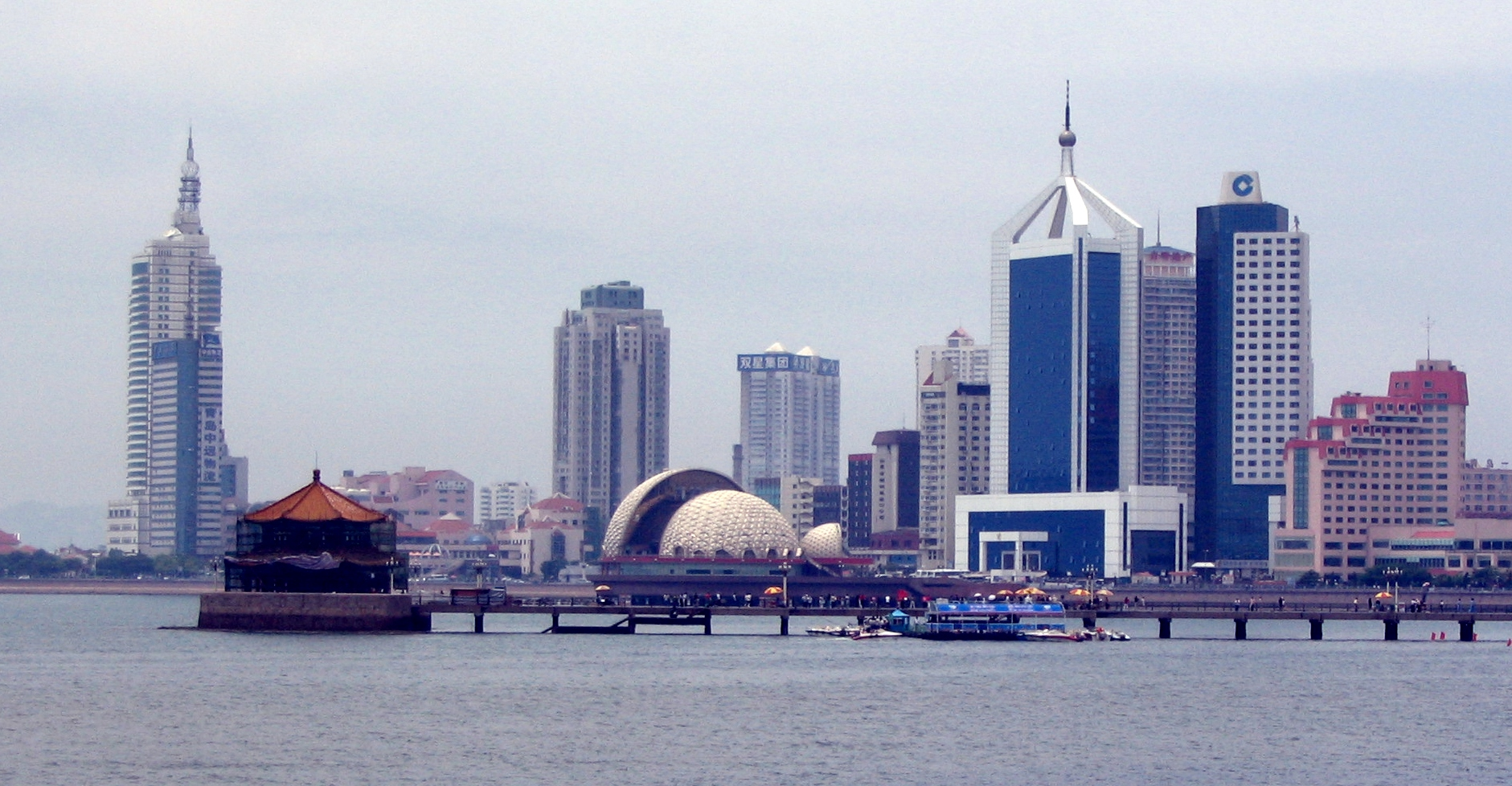
青島桟橋付近の海岸景色